# Illusion (gruppo musicale britannico)
Gli Illusion appartengono a quella famiglia di gruppi musicali originati dallo scioglimento degli Yardbirds.

## Storia
I quattro membri fuoriusciti dalla formazione originale dei Renaissance, dopo la morte di Keith Relf, pensano di riorganizzarsi sotto una nuova denominazione, quella di Illusion, nel tentativo di riprendere il discorso dei primi Renaissance. È il 1977. Pubblicano due album per la Island prima di sciogliersi nuovamente. Anni dopo, viene pubblicato un terzo album con materiale inedito. Si sono riuniti per la pubblicazione di Through the fire, stavolta con il nome Renaissance Illusion. Esistono due album intitolati Illusion: il secondo dei Renaissance (nella formazione originale) (1971) e l'eponimo secondo album degli Illusion (1978).

## Formazione
- Jane Relf - voce
- Jim McCarty - voce, chitarra folk, percussioni
- John Hawken - tastiere
- Chuck Alder - basso
- Louis Cennamo - basso
- John Knightsbridge - chitarre
- Eddie McNeill - batteria

## Discografia

### Illusion
- 1977 Out of the mist
- 1978 Illusion
- 1990 Enchanted caress: Previously unreleased material
- 2003 Illusion - The Island years

### Renaissance Illusion
- 2001 Through the fire